# Англиканская церковь Святого Искупителя (Рига)
Англиканская церковь Святого Искупителя (Рига) — церковь англиканского прихода в Риге, построенная в неоготическом стиле архитектором Иоганном Даниэлем Фельско в период с 1855 по 1859 год (с перерывами). Центральный фасад выходит на набережную Даугавы.

## История строительства здания
Здание англиканской церкви предназначалось для общины британских моряков, которые начали селиться в столице Лифляндской губернии с конца XVIII века в связи с необходимостью расширения торговых связей королевства. Сама Рижская англиканская община официально была образована в 1830 году. Британские моряки должны были отправлять религиозный культ в Реформатской церкви, на Конюшенной улице (Марсталю в современной Старой Риге). Уже в 1852 году исходя из новых потребностей времени англиканская община получает участок для строительства церкви на участке территории у Замковой площади, к которому примыкала цепь защитных сооружений, возведённых в Риге шведскими мастерами-фортификаторами в период господства шведской короны (1621—1710 годы).
Первый этап строительства начался в 1853 году, сразу же после выдачи официального разрешения на использование вакантного участка. Тогда для нужд строительных работ был срыт Павловский бастион, который был некогда «рассчитан» и спроектирован губернатором Шведской Ливонии Эриком Дальбергом. Тогда строительными работами руководил прибалтийско-немецкий мастер Вильгельм Кригер. Тем не менее очень быстро работы пришлось свернуть, поскольку началась Крымская война. После заключения Парижского мирного договора, согласно которому Россия лишалась права иметь города-крепости (в первую очередь запрет касался причерноморских городов, однако он также коснулся и Риги, что вскоре привело к определённым преимуществам), работы по воздвижению церкви были продолжены.
Что касается принципов снабжения материалом, то и песчаник, и характерный «колоритный» ярко-красный кирпич, и даже земля для фундамента были привезены самими прихожанами из родной Великобритании, а точнее — из всех регионов Британского королевства. Этот широкий жест патриотизма должен был подчеркнуть то, что церковь располагается на британской земле во веки веков.
16 июня 1857 в торжественной церемонии в присутствии всех представителей дипломатического корпуса Туманного Альбиона был заложен первый камень в фундамент будущей рижской Англиканской церкви. «Автором» закладки стал консул Великобритании в Лифляндии Ричард Левинг Свифт. Буквально через два года, 26 июля 1859 года, «готовая» церковь Святого Искупителя была освящена опять-таки в торжественной церемонии епископом Тровером (вариант фамилии епископа в других источниках — Тауэр). Тем не менее церковь открылась для представителей рижского англиканского прихода несколько позже, в начале первой недели адвента, который приходится на конец ноября — начало декабря (в данном случае, 1859 года). Архитектор здания — известный прибалтийский немец Иоганн Даниэль Фельско, который известен своей склонностью к неоготическим конструкциям (его зачётная работа 1849 года — схожая по стилевой принадлежности примечательная башенка лютеранской церкви Святого Иоанна в Риге).
Официальное название церкви, обозначенное на входе: «The Factory Church of St. Savior, Riga».

## Архитектурная характеристика

### Планировка экстерьера
Вся церковь выполнена в ярком красном кирпиче (пожалуй, самом ярком во всём старом городе) который даёт специфическую цветовую гамму, местами возникает рыжеватый, местами багровый оттенок. Некоторые орнаментальные элементы фасадов выполнены из песчаника. Англиканская церковь — здание зального типа, над входом располагаются классические хоры. Алтарная часть (апсида) перекрыта звездчатыми сводами (примерно как в рижской церкви Святого Петра), органично выполненными в псевдоготической манере. Башню англиканской церкви, которая включена в корпус всего здания, выделяет система ступенчато расположенных контрфорсов. Основной корпус также украшен контрфорсными элементами между окон. Перекрытия приходских помещений не сохранились до наших дней. Фасад декорирован готическими аркатурами, арками, выполняющими скорее декоративную, чем утилитарную функцию. По всему корпусу боковых нефов ступенчато и симметрично друг другу располагаются фиалы и пинакли. Готические фронтоны небольшого размера (вимперги) регулярно распределены по фасадам. Фактически уникальным для Риги архитектурным явлением считается расположение готических полуарок поддерживающей функции (аркбутанов) на шпиле церкви — на других церковных зданиях столицы Латвии подобный приём декора встретить невозможно.

### Планировка интерьера
План церкви прямоугольный, даже с учётом включения башни и алтарной части. Там, где размещается алтарь, находится ризалит, посреди которого расположено большое окно; практически все окна главного помещения (церковного зала) богато декорированы псевдоготическими вимпергами. Алтарный придел делится на две асимметричные части крупной, правильной в планировке колонной. Церковный зал однонефный, над ним возвышаются деревянные своды, покрытые штукатуркой.
Финансовые средства на создание роскошного убранства интерьера были пожертвованы известной рижской предпринимательско-купеческой семьёй Армитстедов, из рода которых — рижский градоначальник Джордж Армитстед, видная фигура в общественной и экономической жизни города первого десятилетия XX века. Большое количество предметов церковного инвентаря были выполнены из дуба, окна были украшены витражами, всего церковь была рассчитана на 200 прихожан. Картина для алтарной части была написана итальянским церковным живописцем Беллентини.

## Дальнейшая история церкви
В 1940 году в процессе установления Советской власти в Латвии церковь была изъята у прихода, однако уже в начале следующего, 1941 года был составлен план перестройки и усовершенствования церкви, который осуществил архитектор Целтниекс. Тогда же она была передана латвийскому лютеранскому приходу. В это время она получила название церкви Спасителя.
В 1941 году в конце июня, когда происходила борьбы за Ригу, обладавшую статусом приморского стратегически значимого пункта, в ходе натиска Вермахта (см. подробнее Оборона Риги) церковь получила некоторые повреждения в результате артобстрела с левобережья Даугавы.
После войны несколько десятилетий церковь практически пустовала, и только в начале 70-х годов помещение Англиканского храма (в 1972 году) было передано под общежития и библиотеку для студентов Рижского Технического университета. Располагавшееся по соседству по узкой улочке Акла (Слепой в переводе с латышского языка) кафе «Lāsīte» было одним из излюбленных мест встреч и посиделок студентов РТУ. Именно в период первой половины 1970-х годов был разработан проект масштабной реконструкции церкви. В первую очередь реставрационные работы коснулись восстановления витражей: первоначально витражи были выполнены на основе библейской сюжетики, однако её сменили абстрактные геометрические изображения. Важным этапом реставрации был ремонт кровли. В общем, всё убранство интерьера было оперативно приведено в порядок. Часто в период 1970 — 80-х годов помещение церкви благодаря прекрасной акустике использовали в качестве студии для звукозаписи.
В новейший период истории Латвии, в 1992 году церковь передают англиканскому приходу, восстанавливая историческую традицию. С 1998 года в церкви происходят богослужения, проводятся регулярные концерты органной духовной музыки, для дипломатического корпуса посольства Великобритании периодически проводятся богослужения на английском языке. Также при церкви открыта воскресная школа.
В настоящее время в храме проводят богослужения четыре прихода: англиканский приход св. Искупителя, лютеранский приход Конфессиональной евангелическо-лютеранской церкви (ультра-консервативное направление в лютеранстве), лютеранский приход Зарубежной Латвийской Евангелическо-лютеранской церкви и Русская лютеранская община Богоявления. По четвергам в церкви проходят вечера христианской медитации на латышском и русском языках (с переводом).